# 須原伸太郎
須原 伸太郎（すはら しんたろう、1970年9月29日 - ）は、日本の実業家。エスネットワークス共同創業者で、同社代表取締役社長を経て、USEN-NEXT HOLDINGS監査役、キネマ旬報社取締役、ラオックス取締役、ヴィレッジヴァンガードコーポレーション取締役などを歴任し、ファイントゥデイ取締役最高財務責任者。

## 人物・経歴
三重県四日市市生まれ。1989年三重県立四日市高等学校卒業。1992年公認会計士試験合格。1993年一橋大学経済学部卒業。アルバイト生活を経て、同年監査法人トーマツ入社。1996年須原公認会計士事務所設立。1997年マッキャンエリクソン入社。1999年佐藤英志とエスネットワークスを共同設立し、代表取締役副社長に就任。
2006年税理士法人エスネットワークス代表社員。2008年エスネットワークス代表取締役社長、アルバ取締役。2010年USEN-NEXT HOLDINGS監査役、ビズキューブ・コンサルティング取締役。2013年キネマ旬報社取締役。2015年REVICパートナーズ取締役。
2016年ラオックス取締役、ヴィレッジヴァンガードコーポレーション監査役。2017年ヴィレッジヴァンガードコーポレーション取締役。CFO領域のコンサルティングを行っていたが、2021年にはエスネットワークス取締役グループファウンダー、ファイントゥデイ資生堂専務執行役員CFO経営管理本部長に就任。2023年ファイントゥデイ取締役専務執行役員CFO経営管理本部長。

## 著書
- 『CFO経営』（佐藤英志と共著）幻冬舎メディアコンサルティング 2010年